# Вахелия Реймана
Вахелия Реймана (лат. Vachellia rehmanniana) — вечнозеленое древесное растение, произрастающее в Африке. Раньше относилось к роду Акация (Acacia) и фигурировала под названием Акация Реймана. Это кустарник или дерево, произрастающее в основном в сезонно засушливом тропическом биоме.
Видовой эпитет rehmanniana вид получил в честь польского ботаника Антония Ремана (1840—1917), собиравшего растения в Южной Африке.

## Ботаническое описание
Это небольшое и среднего размера дерево, достигающее до 8 метров в высоту. У него кора имеет заметный мучнисто-оранжево-красный оттенок, особенно на ветвях. В узлах ветвей находятся шипы, расположенные парами. Они прямые и достигают примерно 5 сантиметров в длину. Шипы белые, часто с красноватым кончиком. Листья имеют от 15 до 44 пар ушек, прикрепленных к черешку. Каждая ушка содержит от 20 до 40 очень маленьких серовато-зеленых листочков, которые имеют тонкую бархатистую текстуру. Цветки появляются в виде головок, расположенных в пазухах листьев на новых побегах. Они белые и часто формируют верхушечные соцветия. Стручки этого дерева плоские, прямые, размером до 18 × 2,3 сантиметра. Они безволосые и открываются, чтобы раскрыть свои семена. Встречается на лесистых лугах, часто вдоль рек и на термитниках. Цветение с ноября по февраль.

## Распространение
Обитает на Ботсване, Замбии, Зимбабве и Лимпопо, Мпумаланге и КваЗулу-Натал и в Южной Африке.

## Синонимы[3]
- Acacia rehmanniana Schinz in Bull. Herb. Boissier 6: 525 (1898)
- Acacia sieberiana var. rehmanniana (Schinz) Roberty in Candollea 11: 142 (1948)

## Примечение
1. ↑  Kyalangalilwa B., Boatwright J. S., Daru B. H., Maurin O., Bank M. v. d. Phylogenetic position and revised classification of Acacia s.l. (Fabaceae: Mimosoideae) in Africa, including new combinations in Vachellia and Senegalia (англ.) // Botanical Journal of the Linnean Society / M. F. Fay — Wiley-Blackwell, Linnean Society of London, OUP, 2013. — Vol. 172, Iss. 4. — P. 516. — ISSN 0024-4074; 1095-8339 — doi:10.1111/BOJ.12047
2. ↑  José Manuel Sánchez de Lorenzo Cáceres. Acacia rehmanniana (исп.). www.arbolesornamentales.es. Дата обращения: 10 ноября 2023. Архивировано 10 ноября 2023 года.
3. ↑  Vachellia rehmanniana (Schinz) Kyal. & Boatwr. | Plants of the World Online | Kew Science (англ.). Plants of the World Online. Дата обращения: 10 ноября 2023. Архивировано 27 марта 2023 года.